# Collegio di Milton Keynes South
Milton Keynes South è stato un collegio elettorale inglese situato nel Buckinghamshire rappresentato alla camera dei Comuni del parlamento del Regno Unito. Eleggeva un membro del parlamento con il sistema maggioritario a turno unico; il collegio è stato abolito in occasione della revisione periodica del 2024.

## Storia
Il collegio (e la sua controparte, Milton Keynes North), venne creato quando i due collegi di Milton Keynes (Milton Keynes North East e Milton Keynes South West) vennero riconfigurati a seguito della quinta revisione periodica dei collegi effettuata dalla Boundary Commission, con lo scopo di parificare l'elettorato dei due collegi per via della crescita della popolazione, che si era verificata maggiormente nell'area urbana delle due. Il collegio di Milton Keynes South era più urbanizzato dell'altro.
Iain Stewart ottenne il seggio per il Partito Conservatore alle elezioni generali del 2010; il nuovo collegio conteneva gran parte dell'ex Milton Keynes South West, che era stato rappresentato da Phyllis Starkey del Partito Laburista per 13 anni prima del 2010.
Steward venne rieletto alle elezioni generali del 2015, del 2017 e del 2019.

## Estensione
Il collegio comprendeva la parte più piccola del borgo di Milton Keynes, che era tuttavia la più densamente popolata dei due collegi della città. Milton Keynes South era costituito principalmente da area urbana, con alcuni elementi rurali. Milton Keynes North copriva invece un'area maggiore ed era più rurale.
I ward elettorali che costituivano questo collegio erano Bletchley and Fenny Stratford, Danesborough, Denbigh, Eaton Manor, Emerson Valley, Furzton; Loughton Park, Stony Stratford, Whaddon (West Bletchley), Walton Park e Woughton.

## Membri del parlamento
| Elezione | Elezione | Deputato         | Partito          |
| -------- | -------- | ---------------- | ---------------- |
|          | 2010     | Iain Stewart     | Conservatore     |
|          | 2024     | Collegio abolito | Collegio abolito |

## Elezioni

### Elezioni negli anni 2010
| Partito                    | Partito                                   | Candidato                  | Risultati 12 dicembre 2019 | Risultati 12 dicembre 2019 |
| Partito                    | Partito                                   | Candidato                  | Voti                       | %                          |
| -------------------------- | ----------------------------------------- | -------------------------- | -------------------------- | -------------------------- |
|                            | Conservatore                              | Iain Stewart               | 32 011                     | 50,01                      |
|                            | Laburista                                 | Hannah O'Neill             | 25 067                     | 39,16                      |
|                            | Lib Dem                                   | Saleyha Ahsan              | 4 688                      | 7,32                       |
|                            | Verdi                                     | Alan Francis               | 1 495                      | 2,34                       |
|                            | Indipendente                              | Stephen Fulton             | 539                        | 0,84                       |
|                            | Alleanza dei Popoli Cristiani             | Amarachi Ogba              | 207                        | 0,32                       |
|                            |                                           |                            |                            |                            |
| Iscritti                   | Iscritti                                  | Iscritti                   | 96 343                     | 100,00                     |
| ↳ Votanti (% su iscritti)  | ↳ Votanti (% su iscritti)                 | ↳ Votanti (% su iscritti)  | 64 007                     | 66,44                      |
| ↳ Astenuti (% su iscritti) | ↳ Astenuti (% su iscritti)                | ↳ Astenuti (% su iscritti) | 32 336                     | 33,56                      |
|                            |                                           |                            |                            |                            |
|                            | Esito: collegio confermato a Conservatore |                            |                            |                            |

| Partito                    | Partito                                   | Candidato                  | Risultati 8 giugno 2017 | Risultati 8 giugno 2017 |
| Partito                    | Partito                                   | Candidato                  | Voti                    | %                       |
| -------------------------- | ----------------------------------------- | -------------------------- | ----------------------- | ----------------------- |
|                            | Conservatore                              | Iain Stewart               | 30 652                  | 47,53                   |
|                            | Laburista                                 | Hannah O'Neill             | 28 927                  | 44,86                   |
|                            | Lib Dem                                   | Tahir Maher                | 1 895                   | 2,94                    |
|                            | UKIP                                      | Vince Peddle               | 1 833                   | 2,84                    |
|                            | Verdi                                     | Graham Findlay             | 1 179                   | 1,83                    |
|                            |                                           |                            |                         |                         |
| Iscritti                   | Iscritti                                  | Iscritti                   | 92 386                  | 100,00                  |
| ↳ Votanti (% su iscritti)  | ↳ Votanti (% su iscritti)                 | ↳ Votanti (% su iscritti)  | 64 486                  | 69,80                   |
| ↳ Astenuti (% su iscritti) | ↳ Astenuti (% su iscritti)                | ↳ Astenuti (% su iscritti) | 27 900                  | 30,20                   |
|                            |                                           |                            |                         |                         |
|                            | Esito: collegio confermato a Conservatore |                            |                         |                         |

| Partito                    | Partito                                   | Candidato                  | Risultati 7 maggio 2015 | Risultati 7 maggio 2015 |
| Partito                    | Partito                                   | Candidato                  | Voti                    | %                       |
| -------------------------- | ----------------------------------------- | -------------------------- | ----------------------- | ----------------------- |
|                            | Conservatore                              | Iain Stewart               | 27 601                  | 46,82                   |
|                            | Laburista                                 | Andrew Pakes               | 18 929                  | 32,11                   |
|                            | UKIP                                      | Vince Peddle               | 7 803                   | 13,24                   |
|                            | Lib Dem                                   | Lisa Smith                 | 2 309                   | 3,92                    |
|                            | Verdi                                     | Samantha Pancheri          | 1 936                   | 3,28                    |
|                            | Indipendente                              | Stephen Fulton             | 255                     | 0,43                    |
|                            | Keep It Real                              | Matthew Gibson             | 116                     | 0,20                    |
|                            |                                           |                            |                         |                         |
| Iscritti                   | Iscritti                                  | Iscritti                   | 89 694                  | 100,00                  |
| ↳ Votanti (% su iscritti)  | ↳ Votanti (% su iscritti)                 | ↳ Votanti (% su iscritti)  | 59 019                  | 65,80                   |
| ↳ Astenuti (% su iscritti) | ↳ Astenuti (% su iscritti)                | ↳ Astenuti (% su iscritti) | 30 675                  | 34,20                   |
|                            |                                           |                            |                         |                         |
|                            | Esito: collegio confermato a Conservatore |                            |                         |                         |

| Partito                    | Partito                                         | Candidato                  | Risultati 6 maggio 2010 | Risultati 6 maggio 2010 |
| Partito                    | Partito                                         | Candidato                  | Voti                    | %                       |
| -------------------------- | ----------------------------------------------- | -------------------------- | ----------------------- | ----------------------- |
|                            | Conservatore                                    | Iain Stewart               | 23 034                  | 41,63                   |
|                            | Laburista                                       | Phyllis Starkey            | 17 833                  | 32,23                   |
|                            | Lib Dem                                         | Peter Jones                | 9 787                   | 17,69                   |
|                            | UKIP                                            | Philip Pinto               | 2 074                   | 3,75                    |
|                            | BNP                                             | Matthew Tait               | 1 502                   | 2,71                    |
|                            | Verdi                                           | Katrina Deacon             | 774                     | 1,40                    |
|                            | Popoli Cristiani                                | Suzanne Nti                | 245                     | 0,44                    |
|                            | Nationwide Reform Party                         | Jonathan Worth             | 84                      | 0,15                    |
|                            |                                                 |                            |                         |                         |
| Iscritti                   | Iscritti                                        | Iscritti                   | 86 593                  | 100,00                  |
| ↳ Votanti (% su iscritti)  | ↳ Votanti (% su iscritti)                       | ↳ Votanti (% su iscritti)  | 55 333                  | 63,90                   |
| ↳ Astenuti (% su iscritti) | ↳ Astenuti (% su iscritti)                      | ↳ Astenuti (% su iscritti) | 31 260                  | 36,10                   |
|                            |                                                 |                            |                         |                         |
|                            | Esito: collegio a Conservatore (nuovo collegio) |                            |                         |                         |

## Risultati dei referendum

### Referendum sulla permanenza del Regno Unito nell'Unione europea del 2016
|             | Collegio            | Lasciare UE % | Rimanere in UE % |
| ----------- | ------------------- | ------------- | ---------------- |
|             | Milton Keynes South | 52,9%         | 47,1%            |
| Inghilterra | 53,3%               | 46,7%         |                  |
| Regno Unito | 51,9%               | 48,1%         |                  |